# 악벽 (경마)
경마에서 악벽(惡癖)이란 경주마의 나쁜 버릇을 말한다.

## 악벽의 분류
악벽에는 일반 악벽과 발주 악벽이 있다.
- 일반 악벽
  - 교벽 : 무는 버릇
  - 축벽 : 차는 버릇
  - 웅벽 : 곰 같이 좌우로 흔들흔들하는 버릇
  - 후퇴벽 : 뒤로 물러서는 버릇
  - 색벽 : 앞니로 물건을 물고 공기를 들이마시는 버릇
  - 긍벽 : 고개를 끄덕이는 버릇
  - 항벽 : 반항하는 버릇
- 발주 악벽
  - 발주기 진입 거부 : 발주기에 들어가지 않으려는 버릇
  - 발주기 진입 주저 : 발주기에 들어가기를 주저하는 버릇
  - 발주기내 기립 : 발주기 안에서 일어서는 버릇
  - 발주내 고착 : 발주기 안에서 나가지 않고 서 있는 버릇
  - 발주기로부터 돌출 : 발주기로부터 혼자 문을 열고 뛰어나가려는 버릇
  - 발주기로부터 후퇴 : 발주기로부터 뒤로 후퇴하는 버릇

## 악벽마
악벽마(UNRULY HORSE(=BAD ACTOR, BLIND BUCKER, OUTLAW, ROGUE, VICIOUS HORSE))는 성질이 난폭하여 길들일 수 없는 말로, 사람이 기승하면 마구 요동을 치면서 머리로 아무것이나 들이받는 악벽을 가진 말을 말한다. 

## 한위
한위(Temperament form)는 말의 활기. 날쌔고 드센 사나움을 말한다. 귀, 눈 및 항문의 기축, 꼬리의 운동, 보양 등의 상태로 강한, 상한, 하한 등으로 구분한다.

## 추돌
추돌(Forging)은 보행시나 주행중에 뒷발굽으로 앞발굽이나 앞발의 구절 또는 제관부위를 부딪치는 것이다. 심한 경우 상처를 일으키게 되며 그릇된 보행자세나 비정상적인 자세에서 일어나기 쉽다. 

## 교돌
말이 보행 및 주행을 할 때 좌우측 발의 발굽이나 편자가 서로 스치거나 맞부딪히는 현상을 가리킨다. 앞발은 앞발끼리, 뒷발은 뒷발끼리 부딪치는 경우를 교돌(交突)이라고 하고 뒷발이 앞발을 차는 경우를 추돌(追突)이라고 한다. 심한 경우에는 구절(fetlock), 제관절(coffin joint) 부위까지 닿아 상처가 나기도 한다. 주로 그릇된 보행 자세에서 비롯된다. 
- 교돌보호대: 경주 중 앞다리와 뒷다리가 교차할 때 편자나 발굽에 부딪히는 상처를 방지하기 위해 발목에 착용하는 것을 말한다.